# Čerdaklinskij rajon
Il Čerdaklinskij rajon (in russo Чердаклинский район?) è un rajon dell'Oblast' di Ul'janovsk, nella Russia europea; il suo capoluogo è Čerdakly.

## Villaggi
- Staryj Belyj Jar